# Upper Austria Ladies Linz 2017
L'Upper Austria Ladies Linz 2017 è stato un torneo di tennis giocato sul cemento indoor. È stata la 31ª edizione del Upper Austria Ladies Linz, che fa parte della categoria WTA International nell'ambito del WTA Tour 2017. Si è giocato a Linz, in Austria, dal 9 al 15 ottobre 2017.

## Partecipanti

### Teste di serie
| Nazionalità | Giocatore            | Ranking* | Testa di serie |
| ----------- | -------------------- | -------- | -------------- |
| Slovacchia  | Magdaléna Rybáriková | 28       | 1              |
| Rep. Ceca   | Barbora Strýcová     | 29       | 2              |
| Paesi Bassi | Kiki Bertens         | 30       | 3              |
| Estonia     | Anett Kontaveit      | 36       | 4              |
| Romania     | Sorana Cîrstea       | 44       | 5              |
| Rep. Ceca   | Kateřina Siniaková   | 49       | 6              |
| Germania    | Tatjana Maria        | 54       | 7              |
| Romania     | Monica Niculescu     | 65       | 8              |

* Ranking al 2 ottobre 2017.

### Altre partecipanti
Le seguenti giocatrici hanno ricevuto una Wild card per il tabellone principale:
- Belinda Bencic
- Anna-Lena Friedsam
- Barbara Haas

Le seguenti giocatrici sono passate dalle qualificazioni:

- Mihaela Buzărnescu
- Jana Fett
- Viktória Kužmová
- Viktoriya Tomova

La seguente giocatrice è entrata in tabellone come lucky loser:
- Naomi Broady

### Ritiri
Prima del torneo
- Mona Barthel →sostituita da  Denisa Allertová
- Dominika Cibulková →sostituita da  Viktorija Golubic
- Océane Dodin →sostituita da  Alison Van Uytvanck
- Camila Giorgi →sostituita da  Naomi Broady
- Jeļena Ostapenko →sostituita da  Madison Brengle
- Lucie Šafářová →sostituita da  Jana Čepelová
- Markéta Vondroušová →sostituita da  Ons Jabeur

Durante il torneo
- Monica Niculescu

## Campionesse

### Singolare
Barbora Strýcová ha sconfitto in finale  Magdaléna Rybáriková con il punteggio di 6–4, 6–1.
- È il secondo titolo in carriera per la Strýcová, il primo della stagione.

### Doppio
Kiki Bertens /  Johanna Larsson hanno sconfitto in finale  Natela Dzalamidze /  Xenia Knoll per 3–6, 6–3, [10–4].